# Austryggen
Austryggen är en bergstopp i Antarktis. Den ligger i Västantarktis. Inget land gör anspråk på området. Toppen på Austryggen är 900 meter över havet. Austryggen ligger på ön Peter I Øy.
Terrängen runt Austryggen är varierad. Havet är nära Austryggen åt nordost. Trakten är obefolkad. Det finns inga samhällen i närheten.